# Caravana Morții
Caravana Morții este numele primit de o delegație a Armatei Chiliene care a străbătut țara în 1973. Din ordinul lui Augusto Pinochet a avut misiunea de a accelera și revizui procesele persoanelor arestate după lovitura de stat militară. Operațiunea s-a încheiat cu omorârea și dispariția forțată a 97 de deținuți politici. 

## Istorie

### Începutul
La câteva zile după lovitura de stat militară (11 septembrie 1973), Augusto Pinochet a spus că „ nu va fi milă pentru extremiști ”. Prin urmare, după ce a primit informații despre tratamentul moderat pe care unii comandanți de garnizoană îl aplicau foștilor lideri ai Unității Populare, a decis să le dea o lecție acestor comandanți „blânzi”, trimițând un ofițer delegat care să-l reprezinte și să acționeze în numele său. În acest scop, a fost numit generalul Sergio Arellano Stark, care avea un document oficial în care figura ca „ofițer delegat al comandantului șef al armatei și al președintelui consiliului guvernamental ” pentru „ accelerarea proceselor și standardizarea criteriilor în administrarea justiției ” în cazul deținuților politici.

### Membrii delegației
Arellano a dat ordin să pregătească logistica operațiunii locotenentului Juan Viterbo Chiminelli Fullerton. 
Grupul de ofițeri ai armatei care au făcut în final călătoria a inclus următorii membri (în ordinea ierarhiei militare): 
- Generalul de brigadă Sergio Arellano Stark, liderul grupului, delegat al lui Augusto Pinochet Ugarte.
- Locotenent-colonel Sergio Arredondo González (ulterior director al Școlii de Infanterie).
- Maiorul Pedro Espinoza Bravo, un ofițer de informații al armatei (ulterior șef de operații al poliției secrete DINA și implicat în cazuri emblematice precum uciderea lui Orlando Letelier și învinuit ca autor al uciderii jurnalistului american Charles Horman, martor al participării americane la lovitura de stat).
- Maiorul Carlos López Tapia, al doilea șef al misiunii elicopterului Puma în sarcinile sale din Linares și Cauquenes, pentru care a fost acuzat că a participat la omorârea a patru disidenți[3][4]
- Căpitanul Marcelo Moren Brito[5] (numit apoi comandant al lagărului de tortură Villa Grimaldi).
- Căpitanul Antonio Palomo Contreras, [6] pilot al elicopterului Puma în călătoria spre sud.
- Căpitanul Emilio Robert de la Mahotiere González, [7] copilot al elicopterului.
- Căpitanul Luis Felipe Polanco Gallardo, copilot al primului în călătoria spre nord.
- Locotenent Juan Viterbo Chiminelli Fullerton, coordonare și logistică în misiune.
- Locotenentul Armando Fernández Larios, bodyguardul lui Arellano și făptuitorul mai multor crime (ulterior agent DINA și implicat în uciderea lui Orlando Letelier ).

Pe lângă acești zece membri, au fost incluse două clase de elevi din școala de infanterie a armatei. 

### Călătoria
Grupul a plecat de pe aerodromul Tobalaba pe 30 septembrie 1973, la bordul unui elicopter Puma al armatei, turul inițial incluzând orașe din centrul și sudul Chile: Rancagua, Curicó, Talca, Linares, Concepción, Temuco, Valdivia, Puerto Montt și Cauquenes. În urma lui, el a lăsat 26 de morți. Întoarcerea caravanei la Santiago a fost pe 6 octombrie. 
În nordul Chile, misiunea a început pe 16 octombrie 1973, luându-se la rând orașele: La Serena, Copiapó, Antofagasta, Calama, Iquique, Pisagua și Arica. Numărul morților a fost de 71 de persoane. Întoarcerea definitivă la Santiago a avut loc pe 22 octombrie a acelui an. 

### Asasinatele
Militarii au executat prizonierii politici cu deosebită brutalitate. În mai multe rânduri au fost răniți cu cârlige de abator înainte de a fi împușcați. Ulterior, victimele au fost îngropate în morminte nemarcate. 

Ani mai târziu, când fostul general Joaquín Lagos Osorio - comandantul Diviziei I a Armatei a fost întrebat de ce nu au fost livrate trupurile executaților familiilor lor, Lagos a explicat că i-a fost rușine să descopere barbaria cu care ofițerii i-au ucis pe cei 14 prizonieri din Antofagasta. 
„Mi-a fost rușine când i-am văzut. Erau ciopârțiți. Aș fi vrut să-i pot reconstitui, măcar să aibă o formă umană. Da, le scoteau ochii, le rupeau maxilarele, le rupeau picioarele ... La sfârșit le dădeau lovitura de grație. Erau turbați. [...] Îi ucideau lent. Uneori le împușcau anumite părți ale corpului. Mai întâi picioarele, apoi organele sexuale și la urmă inima. În ordinea asta trăgeau cu mitralierele.”—Joaquín Lagos.

## Justiție
În 1998, judecătorul spaniol Baltasar Garzón, pe baza plângerilor depuse de Victoria Saavedra și Femeile din Calama, printre altele, în cadrul cazului Caravana Morții, cercetat de judecătorul chilian Juan Guzmán Tapia, a dispus arestarea lui Augusto Pinochet la Londra, sub acuzația de răpire și omucidere calificată. 
În iunie 1999, Guzmán Tapia a dispus arestarea a cinci ofițeri militari în rezervă - inclusiv un general - pentru participarea lor la Caravana morții. 
În martie 2006, judecătorul Víctor Montiglio a dispus arestarea a treisprezece foști ofițeri ai Armatei pentru participarea lor la crime sub acuzația de omor. La 17 iulie 2006, Curtea Supremă din Chile i-a ridicat imunitatea lui Pinochet ca fost președinte pentru implicarea sa în cauză, schimbând o rezoluție anterioară. În cele din urmă, pe 28 noiembrie 2006, judecătorul Víctor Montiglio l-a acuzat pe Augusto Pinochet pentru acest caz și a dispus arestarea la domiciliu. 
În anul 2018  participarea lui Juan Emilio Cheyre este acreditată ca complicitate în caz și se așteaptă soluția judecătorului Mario Carroza. 
Vineri, 9 noiembrie 2018, judecătorul Mario Carroza l-a condamnat pe fostul comandant-șef, generalul poreclit „niciodată din nou”, Juan Emilio Cheyre, la 3 ani și o zi de supraveghere judiciară, dovedindu-se că Cheyre a acoperit 15 omucideri la 16 octombrie 1973, la trecerea Caravanei morții prin La Serena. 